# Эспозито, Джованни
Джованни Эспозито (итал. Giovanni Esposito; род. 9 февраля 1998 года) — итальянский дзюдоист, бронзовый призёр чемпионата мира 2024 года в смешанном командном турнире, призёр чемпионата Европы 2022 года в весовой категории до 73 кг. Чемпион мира среди юниоров 2015 года. 

## Спортивная карьера
На чемпионате мира среди юниоров в 2015 году, который проходил в Сараево, одержал победу в категории до 66 килограммов.
На национальном чемпионате в декабре 2021 года одержал победу в категории 73 кг, став чемпионом Италии. 
В апреле 2022 года на чемпионате Европы в столице Болгарии, в весовой категории до 73 кг завоевал серебряную медаль турнира, в финале уступил чемпионский титул спортсмену из Азербайджана Хидаяту Гейдарову.
Весной 2024 года на чемпионате мира в Объединённых Арабских Эмиратах, Джованни завоевал бронзовую медаль в смешанном командном турнире дзюдоистов. 